# Slavnost Zmrtvýchvstání Páně
Možná hledáte: Ježíšovo zmrtvýchvstání
Slavnost Zmrtvýchvstání Páně (též Velikonoční neděle nebo Boží hod velikonoční) je největší slavností křesťanského církevního roku, při níž se slaví Kristovo zmrtvýchvstání a vítězství nad smrtí (a vykoupení celého lidstva).

## Svátek
Neděli Zmrtvýchvstání předchází Velikonoční vigilie, bohoslužba noci (Vzkříšení v sobotu večer), v níž byl Ježíš vzkříšen. Oslava Velikonoc bezprostředně trvá po celý velikonoční oktáv, avšak velikonoční doba jako taková končí až 50. dne, slavností Seslání Ducha svatého (Letnice).
Při slavnosti se zpravidla hraje píseň Aleluja! Živ buď nad smrtí slavný vítěz a na konci Vesel se, nebes Královno.
V tento den lidé tradičně do kostela přinášeli velikonoční pokrmy, zejména mazance, beránky, velikonoční vajíčka, a nechávali je světit. Na mši se chodilo obvykle v novém svátečním oblečení na znamení připomínky zmrtvýchvstání Ježíše. Kromě toho lidé na Boží hod velikonoční často chodili na návštěvu a obdarovávali se drobnými dárky. 

## Psaní velkých písmen
V souladu s Pravidly českého pravopisu jsou podoby Boží hod velikonoční a Hod Boží velikonoční (bez honorifikace Hod boží velikonoční), Velikonoční neděle či Neděle velikonoční a slavnost Zmrtvýchvstání Páně (bez honorifikace slavnost Zmrtvýchvstání páně).
V případě, že je míněna samotná událost, kterou svátek připomíná, je na místě psát zmrtvýchvstání Páně (bez honorifikace zmrtvýchvstání páně).
Autoři publikace Psaní velkých písmen v češtině navrhují užívat alternativní podoby Boží hod Velikonoční (bez honorifikace boží hod Velikonoční), hod Boží Velikonoční (bez honorifikace hod boží Velikonoční) a neděle Velikonoční.

## Datum velikonoční neděle
První nikajský koncil (325) rozhodl, že křesťané budou slavit Velikonoce neděli po prvním jarním úplňku a zároveň že se toto datum nemá krýt s židovskou slavností Pesachu.